# Els paraigües de Cherbourg
Els paraigües de Cherbourg (Les Parapluies de Cherbourg en el seu títol original en francès) és una pel·lícula musical francesa de l'any 1964 dirigida per Jacques Demy i protagonitzada per Catherine Deneuve i Nino Castelnuovo, la qual fou emesa a TV3 per primera vegada el 31 de desembre del 1989.

## Argument
La Sra. Emery i Geneviève, la seva filla, venen paraigües en una botiga de Cherbourg. Geneviève està enamorada de Guy, un mecànic. Ha d'anar a la guerra d'Algèria. Embarassada i desemparada, Geneviève, per la insistència de la seva mare, es casa amb Roland Cassard, un ric joier.

## Repartiment
- Catherine Deneuve: Geneviève Emery
- Danielle Licari: Geneviève Emery (cant)
- Nino Castelnuovo: Guy
- José Bartel: Guy (cant)
- Anne Vernon: Madame Emery
- Christiane Legrand: Madame Emery (cant)
- Mireille Perrey: Tia Élise
- Claire Leclerc: Tia Élise (cant)
- Marc Michel: Roland Cassard
- Georges Blanes: Roland Cassard (cant)
- Ellen Farner: Madeleine
- Claudine Meunier: Madeleine (cant)
- Jean Champion: Aubin
- Pierre Caden: Bernard
- Jean-Pierre Dorat: Jean
- Michel Legrand: Jean / fabricant (cant)
- Jacques Demy: El client extraviat (cant)[2][3]

## Al voltant de la pel·lícula
- Es va rodar gairebé en la seva totalitat a Cherbourg-Octeville (Manche), principalment en el barri central, al voltant de la Rue du Port a l'estiu de 1963.
- La pel·lícula toca amb gran realisme de caràcter econòmic, social i polític (els esdeveniments d'Algèria). És el contrapunt realista als diàlegs totalment cantats.

## Premis

### Premis
- Festival Internacional de Cinema de Canes 1964: Palma d'Or

### Nominacions[4]
- Oscar a la millor pel·lícula de parla no anglesa (França)
- Oscar al millor guió original (Jacques Demy)
- Oscar a la millor banda sonora (Michel Legrand, Jacques Demy)
- Oscar a la millor adaptació musical (Michael Legrand, Jacques Demy)